# Transito (astrologia)

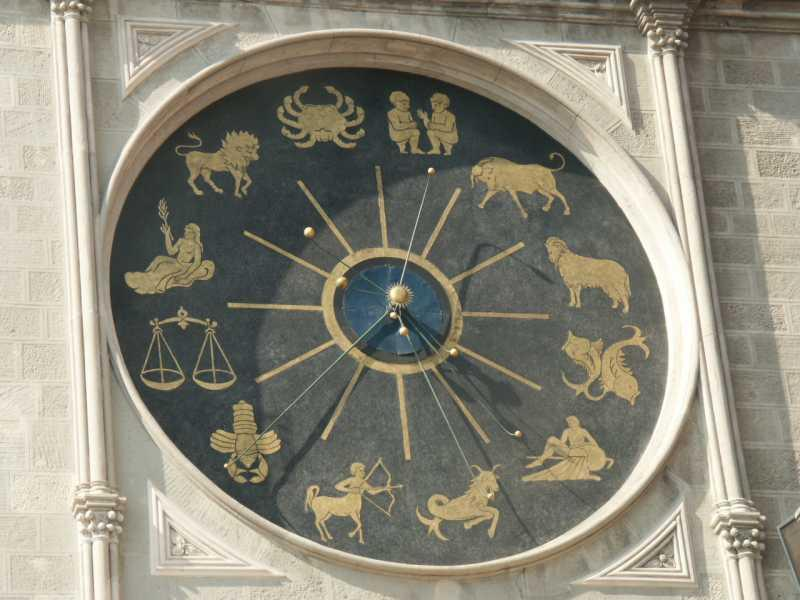
Modello del sistema solare sull'orologio astronomico di Messina che riproduce i movimenti dei pianeti sullo Zodiaco

In astrologia si definisce transito il passaggio sul tema natale, e sui vari aspetti che lo compongono, di un pianeta nel suo movimento di rivoluzione intorno allo zodiaco.
Conoscendo le date astronomiche dei passaggi planetari attraverso i vari segni zodiacali, i transiti sono utilizzati per formulare delle previsioni, a breve e lunga scadenza. Queste ultime, di gran lunga più importanti, si basano sui transiti dei pianeti cosiddetti lenti, ossia che impiegono maggior tempo a compiere il loro moto di rivoluzione: Giove, Saturno, Urano, Nettuno e Plutone.

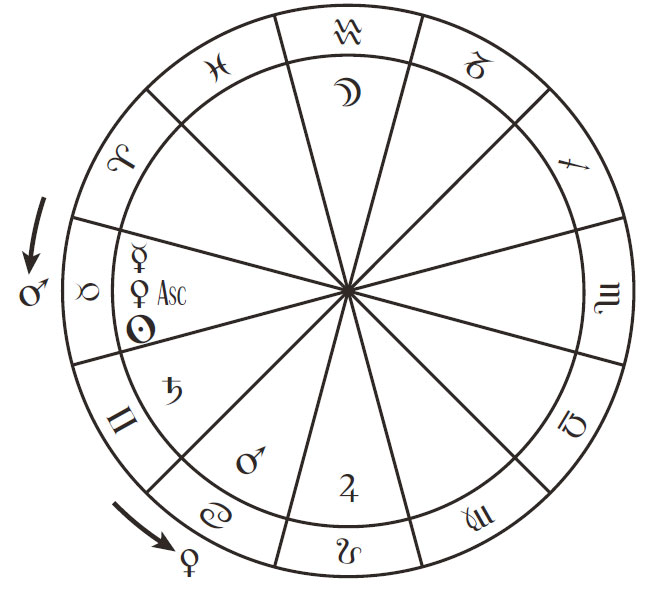
Transito di Marte e Venere su un tema natale con il Sole e Venere in Toro, e Marte in Cancro

Di seguito l'indicazione approssimativa del tempo impiegato dai pianeti per ritornare nella stessa posizione di un tema natale, e la durata della loro permanenza in ogni segno dello zodiaco:
| Pianeta  | Giro completo dello zodiaco | Permanenza in un segno |
| -------- | --------------------------- | ---------------------- |
| Luna     | 28 giorni circa             | 2 giorni e 8 ore       |
| Sole     | un anno                     | un mese                |
| Mercurio | 12 mesi circa               | un mese                |
| Venere   | 12 mesi circa               | un mese                |
| Marte    | oltre 2 anni                | 2 mesi                 |
| Giove    | quasi 12 anni               | 1 anno                 |
| Saturno  | 29,5 anni                   | 2 anni e 5 mesi        |
| Urano    | 84 anni                     | 7 anni                 |
| Nettuno  | 164 anni                    | 14 anni                |
| Plutone  | 248 anni                    | 21 anni                |

Per quanto riguarda gli angoli rilevanti, molte scuole mantengono gli stessi criteri usati per la lettura del tema natale. Altre utilizzano solo gli aspetti definiti "maggiori": congiunzione, sestile, quadratura, trigono e opposizione.
L'orbita entro la quale i transiti agiscono, ossia la tolleranza rispetto all'aspetto esatto, è ancora oggetto di discussione. In genere, si considera accettabile un'orbita di 5 o 6 gradi per la congiunzione e l'opposizione e di 2 o 3 gradi per gli altri aspetti.
Da un punto di vista spirituale, i transiti possono venire intesi come espressione delle interazioni e delle reciproche influenze fra entità celesti, in relazione con le tipologie di individui contraddistinte dal loro corrispondente tema natale.